# Abraxas vauata
Abraxas vauata är en fjärilsart som beskrevs av Porritt 1920. Abraxas vauata ingår i släktet Abraxas och familjen mätare. Inga underarter finns listade i Catalogue of Life.